# Pink Lady Island
Pink Lady Island – niezamieszkana wyspa w Zatoce Frobishera, w Archipelagu Arktycznym, w regionie Qikiqtaaluk, na terytorium Nunavut, w Kanadzie. W pobliżu Pink Lady Island położone są wyspy: Algerine Island, Alligator Island, Frobisher's Farthest, Low Island i Mitchell Island.